# کانستنس مانی
کانستنس مانی (انگلیسی: Constance Money) بازیگر پورنوگرافی اهل ایالات متحده آمریکا بود که در دهه ۱۹۷۰ و ۱۹۸۰ میلادی فعالیت می‌کرد. او نقش «میستی بتهوون» را در فیلم پورنوی کلاسیکِ درز میستی بتهوون بر عهده داشت.